# Страдија (лист)
Страдија је био сатирични лист. Први број је изашао 25. децембра 1904, а последњи 29. маја 1905.
Излазио је у Београду на српском језику, штампан ћирилицом. Овде је Радоје Домановић објавио низ сатира у прози и стиху којима је исмејао малограђанско друштво. Укупно 50 Домановићевих текстова из листа Страдија штампано је касније и у његовим „Целокупним делима”. У време изласка Страдије на власти су били радикали којима је и Домановић припадао, па је и њих критиковао.

## Уредник и сарадници
Главни уредник часописа био је Радоје Домановић. Ово је био једини сатирични часопис који је он уређивао. Многи су се тада питали шта ће после Мајског преврата бити тема пошто нема више Обреновића. Међутим за сатиру је и даље било тема јер иако је промењена власт сматрао је да смо ми „исти као и пре што смо били”. Позвао је читаоце на активну сарадњу да му јављају шта се све догађа у Србији, а он ће из тога изабрати оно најпогодније за сатирично писање.
Сарадник за писање епиграма био је песник Милорад Ј. Митровић. Остали познатији сарадници часописа били су Алекса Шантић, Драгутин Ј. Илић и Милорад Павловић Крпа.

## Периодичност излажења, цена
Излазио је два пута седмично, четвртком и недељом. У првој години излажења (1904) изашла су два броја, а у другој години излажења (1905) изашло је 35 бројева, све укупно 37 бројева.
Цена по једном броју била је 5 пара, а годишња претплата 5 динара.

## Штампарија
Током времена штампан је код више штампарија:
- Штампарија Свет. Николића (1904)
- Штампарија Ч. Стефановића (1905)
- Штампарија Андре Јовановића (1905)

## Галерија
- Страдија, број 1 (1904), пример стране
- Страдија, број 1 (1904), последња страна
- Страдија, број 2 (1904), насловна страна
- Страдија, број 2 (1904), пример стране
- Страдија, број 28 (1905), насловна страна
- Страдија, (1905), пример стране
- Страдија, број 1 (1905), насловна страна
- Страдија, број 6 (1905), насловна страна
- Страдија (1905), пример стране са огласима